# Stará Myjava
Stará Myjava (in ungherese Ómiava, in tedesco Alt-Miawa) è un comune della Slovacchia facente parte del distretto di Myjava, nella regione di Trenčín.